# 党创建事迹馆
39°0′43″N 125°44′34″E / 39.01194°N 125.74278°E
党创建事迹馆是位于朝鲜平壤市中区域的一座纪念馆，原来是1945年8月15日朝鲜光复后，金日成工作过的朝鲜劳动党中央委员会大楼。1945年10月10日，朝鲜劳动党前身北朝鲜共产党成立大会在此召开。

## 历史
这个事迹馆坐落在解放山的南山麓，于1970年10月开馆。事迹馆的二楼是金日成使用过的办公室、会客室和会议室等。一楼的七个陈列室里陈列着相关建党史料和文物。除了这所大楼之外，这里还有一所金日成在归国初期住过的房子。这里还有1975年10月10日，在朝鲜劳动党成立三十周年的时候树立的党创建事迹碑。 该建筑于1923年11月30日完工，在日本殖民朝鲜时期是平安南道商品陈列所。